# Setzu
Setzu (sardisk: Sètzu) er en by og en kommune (comune) i provinsen Sud Sardegna i regionen Sardinien i Italien. Byen ligger i 216 meters højde og har 149 indbyggere (2016). Kommunen har et areal på 7,77 km² og grænser til kommunerne Genoni, Genuri, Gesturi, Tuili og Turri.